# Бернлі
Бернлі (англ. Burnley) — місто в Великій Британії, графство Ланкашир.
Населення — 82002 людей (2016).